# اروین روز
اروین الن روز (به انگلیسی: Irwin Allan Rose) (زاده ۱۶ ژوئیه ۱۹۲۶ - درگذشته ۲ ژوئن ۲۰۱۵) زیست‌شناس آمریکایی بود. در سال ۲۰۰۴ میلادی او به همراه هارون تسیخانوور و افرام هرشکو به خاطر تجزیه پروتئین با کمک یوبیکیتین برنده جایزه نوبل شیمی شدند.

## زندگی‌نامه
اروین یک سال پیش از آنکه برای خدمت در جنگ جهانی دوم عضو نیروی دریایی ایالات متحده شود، برای تحصیل به دانشگاه ایالتی واشینگتن رفت. پس از بازگشت از جنگ، مدرک کارشناسی خود را در ۱۹۴۸ و دکترا در زمینه زیست‌شیمی را در سال ۱۹۵۲، هر دو از دانشگاه شیکاگو، گرفت. او در میان سال‌های ۶۳–۱۹۵۴ عضو هیئت علمی بخش زیست‌شیمی دانشکده پزشکی دانشگاه ییل بود. پس از آن به «مرکز سرطانی فاکس چیس» در فیلادلفیا پیوست و همکاری او با این مرکز تا بازنشتگ اش در سال ۱۹۹۵ ادامه پیدا کرد.